# 馬永貞 (2012年電視劇)
《馬永貞》是鞠覺亮、鄒集城執導的年代動作劇，由陳國坤、周牧茵等主演。該劇講述了一代豪傑馬永貞身懷絕技，憑一腔熱血和愛國之心成就民族大義的故事。該劇於2012年6月7日在山東齊魯頻道首播。。

## 首播平台
| 頻道         | 所在地 | 播映日期      | 播出時間 |
| ------------ | ------ | ------------- | -------- |
| 山東齊魯頻道 | 中国   | 2012年6月7日  |          |
| 纬来电影台   | 臺灣   | 2012年10月3日 |          |
| 央視八套     | 中国   | 2013年5月2日  |          |

## 劇情大綱
民國初年，軍閥割據，十裡洋場，租界林立。而此時的上海灘更是官商勾結，魚龍混雜，幫會之間爭名逐利，相互仇殺。就在這個被稱作是冒險家的樂園裡，出身於武術世家的馬永貞，憑藉著自己一身的武藝和一顆熾熱的愛國之心，隻身來到上海。初來乍到，馬永貞儘管經歷了種種磨難，但最終還是在豪強林立的上海灘打出了一片屬於自己的天地。而各種邪惡勢力又怎能容下馬永貞這股清流。以此，上海灘上演了一幕幕動人心魄的正邪之戰。面對黑幫、軍閥，馬永貞無所畏懼；面對日本人的陰謀，馬永貞更是怒髮衝冠，隻身涉險，最終成為了一代愛國大俠。

## 演員列表

### 主要演員
| 演員   | 角色   | 介紹 | 登場集數 |
| 陳國坤 | 馬永貞 | 河北省邯鄲市邱縣人，生於武術世家，一身絕學受母親嫡傳。自幼與親生妹妹失散，和母親販馬為生，相依為命。他性格豪放爽朗，堅韌不羈，受到上海青幫白癩痢賞識，有心招納，但永貞不為所動，白癩痢設計逼至上海，隻身流浪。初到上海的永貞得到了蔣世光的幫助，並由此結識了一幫兄弟。永貞以“人不犯我，我不犯人”的信條在上海灘討生活，面對幫會林立的上海灘，尤其是青幫及五湖幫的兩大勢力，永貞的樂善好施和浩然正氣，讓他成為他們的眼中釘，為了與這兩大幫抗衡，馬永貞的震東武館和震東幫也應運而生，最終在“七重天”單刀赴會，以自己的生命為代價成功為民除害。 |          |
| 周牧茵 | 柳菊池 | 柳菊池身世淒苦，家人全都死在了幫會的鬥爭之中，以至於對幫會極度的憎恨。被賣入劇班的菊池，因生性堅韌，加之刻苦努力，很快就得到了班主的賞識，並捧成了當代名女伶。而當時女伶的命運本就坎坷，菊池又生得天生麗質，以至軍閥和幫會老大都不禁為之垂涎。儘管菊池潔身自愛，想盡辦法規避，但終究難逃魔掌。馬永貞的挺身而出，不但救了菊池於危難之中，也使得兩人一見鍾情。而永貞的幫會身份卻讓菊池無論如何也難以接受，故此兩人一直糾結在這一段欲罷不能的感情之中。待到菊池終於被永貞感動而敞開心扉的時候，卻為時已晚。                                   |          |
| 王紫瑄 | 白小蝶 | 馬永貞的親妹妹，自幼失散被青幫老大白癩痢所收養，並改名白小蝶。練就一身好武藝，飛刀的本領更是出神入化，但對於自己的身世卻毫不知情。白小蝶在白癩痢的影響下成了上海灘出了名的刁蠻小姐，更是與初來乍到的兄長永貞結怨。在爭鬥中受傷從而結識並愛上了青年醫生孫濟生。在得知了自己的身世，與母親和哥哥相認，加上洞悉了白癩痢的諸多惡行之後，小蝶決定與永貞聯手對抗白癩痢。而當小蝶終於大仇得報，並剷除掉了禍害一方的惡霸白癩痢的同時，她也失去了自己所有的親人，和孫濟生一同黯然南下。                                                             |          |
| 徐熙顏 | 段冷翠 | 段冷翠留學日本軍校，槍法如神且攻於心計。回國後的冷翠為了幫父親完成霸業，隻身前往上海為其父鋪路，並以愛國的名義鼓動群眾剷除了當地的軍閥盧大帥。而意外獲救的永貞也自此走進了她的生活。儘管冷翠對永貞已經是芳心暗許，但深知兩人不會有任何結果的她毅然斬斷情絲，並千方百計阻撓著永貞和菊池的關係。永貞死後，冷翠深悔自己過去的所作所為，以至大受打擊而瘋。 |          |
| 樊少皇 | 羅湛   | 羅湛生性單純直接，有情有義，算的上是一條漢子。為了擺脫貧苦的生活，更為了在上海灘打出一片自己的天地，羅湛不惜憑藉精湛的武藝去黑市打拳賽，性格也因此變得沉默寡言甚至冷血。與馬永貞的對決，使得兩人惺惺相惜，而永貞的豪邁和正義也給他留下了深刻的印象。儘管羅湛之後投靠了五湖幫老大薛長春，但與馬永貞一直是亦敵亦友的關係，以至在危難之中和永貞聯手擊退了青幫的伏兵。雖然木訥也從不會兒女情長的羅湛，卻偏偏愛上了刁蠻無理的白小蝶。只可惜小蝶早已心有所屬，羅湛也只得把一腔濃情埋於心底。                                                     |          |
| 何中華 | 薛長春 | 性情剛烈，一身的霸氣，雖已不是壯年，但一身外家硬功還是相當了得。薛長春恩怨分明，是個講義氣的人，而隨著年事已高，面對利益的誘惑有時也難免動搖。原本對馬永貞極為賞識的他，卻因不能將其招致靡下而鬧得反目成仇。一直對五湖幫虎視眈眈的白癩痢，趁薛長春和永貞相鬥之際橫加暗算，以至一代梟雄飲恨而終。 |          |
| 徐少强 | 白癞痢 | |          |

## 外部連結
- 马永贞的Facebook專頁